# Roseville (Minnesota)
Roseville es una ciudad ubicada en el condado de Ramsey en el estado estadounidense de Minnesota. En el Censo de 2010 tenía una población de 33660 habitantes y una densidad poblacional de 938,96 personas por km².

## Geografía
Roseville se encuentra ubicada en las coordenadas 45°0′56″N 93°9′18″O / 45.01556, -93.15500. Según la Oficina del Censo de los Estados Unidos, Roseville tiene una superficie total de 35.85 km², de la cual 33.68 km² corresponden a tierra firme y (6.05%) 2.17 km² es agua.

## Demografía
Según el censo de 2010, había 33660 personas residiendo en Roseville. La densidad de población era de 938,96 hab./km². De los 33660 habitantes, Roseville estaba compuesto por el 81.31% blancos, el 6.19% eran afroamericanos, el 0.5% eran amerindios, el 7.25% eran asiáticos, el 0.03% eran isleños del Pacífico, el 2% eran de otras razas y el 2.71% pertenecían a dos o más razas. Del total de la población el 4.61% eran hispanos o latinos de cualquier raza.